# Taxithelium nossianum
Taxithelium nossianum är en bladmossart som beskrevs av Bescherelle 1880. Taxithelium nossianum ingår i släktet Taxithelium och familjen Sematophyllaceae. Inga underarter finns listade i Catalogue of Life.